# Lijst van spelers van Independiente Santa Fe
Deze lijst omvat voetballers die bij de Colombiaanse voetbalclub Independiente Santa Fe spelen of gespeeld hebben. De spelers zijn alfabetisch gerangschikt.

## A
- Manuel Abreu
- Emmanuel Acosta
- Luis Alarcón
- Herly Alcázar
- Osneider Álvarez
- Yulian Anchico
- Sergio Angulo
- Germán Antón
- Carlos Aponte
- Manuel Arboleda
- Arílson
- Javier Arizala
- Leandro Armani
- Yovanny Arrechea

## B
- Radoslav Bečejac
- Gerardo Bedoya
- Jair Benítez
- Jorge Bermúdez
- Alejandro Bernal
- Oscar Bolaño
- Daniel Bridge
- José Burtovoy

## C
- Wilmer Cabrera
- Misael Camargo
- Mike Campaz
- Jhon Cano
- Alfonso Canon
- Fabian Carabalí
- Wilson Carpintero
- Ariel Carreño
- Efrain Castillo
- Carlos Castro
- Óscar Castro
- Germán Centurión
- Hernan Cespedes
- Manuel Córdoba
- Víctor Cortés
- Rolan de la Cruz
- Hilario Cuenú

## D
- Edgar Delgado
- Armando Díaz
- Ernesto Díaz
- Fabián Díaz
- Rafael Dudamel

## F
- Cesar Fawcett
- José Carlos Fernández
- Juan Ferraro
- Maximiliano Flotta
- Dario Forero

## G
- Sergio Galván
- Daniel Gamarra
- Luis Alberto García
- Luis Alejandro García
- Luis Augusto García
- Martín García
- Radamel García
- Iván Garrido
- Juan Ramón Garrido
- Julio Gaviria
- Gabriel Gómez
- Mario Gómez
- Jhonier Gonzáles
- Andrés González
- Diego González
- Domingo González
- Héctor González
- Mario González
- Julio Gutiérrez

## H
- Carlos Hidalgo
- Antonio de la Hoz
- Héctor Hurtado
- Nelson Hurtado

## J
- Phil Jackson
- Agustín Julio

## L
- José Largacha
- Juan Leal
- Jesús María Lires López
- Oscar Londoño
- Iván López
- Luis Fernando López
- Jorge Lozano

## M
- Carlos Maldonado
- Raúl Marín
- Christian Marrugo
- Luis Martínez
- Oscar Martínez
- Orlando Maturana
- Hamlet Mina
- James Mina Camacho
- Yerry Mina
- Faryd Mondragón
- Johnnier Montaño
- David Montoya
- Didier Moreno
- Diego Moreno
- Elvis Mosquera
- Luis Mosquera
- Stalin Motta
- Hernando Moyano

## N
- Raul Naif
- Francisco Nájera
- Carlos Navarro
- Cristian Nazarit
- Daniel Neculman
- Eduardo Niño
- Felix Noquera

## O
- Nelson Oliveira
- Alex Orrego
- Carlos Ortíz
- Diego Osorio
- Sergio Otalvaro

## P
- Pablo Pachón
- Leon Palacios
- Miguel Palacios
- Hernando Patiño
- Juan Peña
- Omar Pérez
- José Ricardo Pérez
- Ángel Perucca
- René Pontoni
- Léider Preciado
- Emmanuel Prisco
- Pedro Prospitti

## Q
- Christian Quiñones
- Juan Carlos Quiñónez
- Juan Quintero

## R
- Joe Ragua
- Aldo Ramírez
- Jhon Ramírez
- Juan Ramírez
- Ronald Ramírez
- Adrián Ramos
- Edgar Ramos
- Jamell Ramos
- John Reino
- Vicente Revellón
- Héctor Rial
- Freddy Rincón
- Heberth Ríos
- Juan Roa
- Óscar Rodas
- Jaime Rodríguez
- Milton Rodríguez
- Yossimar Rodríguez
- Julio Romaña
- Oscar Rueda
- Rodrigo Ruiz

## S
- Edilberto Salazar
- Néstor Salazar
- Norbey Salazar
- José Sanchez
- Juan Sarnari
- Luis Seijas
- Dragoslav Šekularac
- Rodrigo Sevillano
- Humberto Sierra
- Jaime Silva
- Álvaro Solís
- Jairo Suárez
- Paolo Suárez

## T
- Jhon Tierradentro
- Edison Toloza
- Gustavo del Toro
- Daniel Torres
- Hernando Tovar

## U
- John Ulloque

## V
- Carlos Valdes
- Adolfo Valencia
- Jose Valencia
- César Valoyes
- Camilo Vargas
- William Vásquez
- Edigson Velazquez
- Daniel Vélez
- Efrain Viáfara
- Leonel Vielma
- Ricardo Villarraga
- Oscar Villarreal
- Kilian Virviescas

## Y
- Luis Yánez

## Z
- Luis Zuleta
- Francisco Zuluaga